# معجم حفاظ القرآن عبر التاريخ
معجم حفاظ القرآن عبر التاريخ للدكتور محمد سالم محيسن. كتاب بمجلدين، يتضمن الجزء الأول سرداً لحفاظ القرآن الكريم منذ عصر الصحابة حتى عام 405 هـ، يتحدث الكتاب عن حياة هؤلاء الحفاظ الأجلاء ونسبهم ويبين شيوخهم وتلاميذهم ويتحدث عن بعض نشاطاتهم الأدبية. يحتوي فهرس الجزء الأول من الكتاب على 290 ترجمة لحافظ من حفاظ القرآن الكريم. وقد رتب المؤلف الحفاظ ترتيباً أبجديا يبدأ بـ (إبراهيم أبو إسحاق) وينتهي بـ (ابن يونس المطرز)، وقد أدخل المؤلف ترجمتين لحافظين من الحفاظ ليستا ضمن التسلسل الزمني للكتاب (عامر السيد عثمان، المتوفي عام 1408 هـ)، وهو الشيخ الذي تتلمذ على يديه مؤلف الكتاب وقد سرد ترجمته في الجزء الأول وفاءً له كما قال المؤلف، والثانية للمؤلف نفسه (محمد سالم محيسن، مؤلف الكتاب). طُبع الكتاب بمطبعة دار الجيل في بيروت سنة 1992 ميلادية.